# Bagous binodulus
Bagous binodulus är en skalbaggsart som först beskrevs av Herbst 1795.  Bagous binodulus ingår i släktet Bagous, och familjen vivlar. Arten är reproducerande i Sverige.